# Petit Tonton
Petit Tonton, de son vrai nom Moussa Doumbouya, né à Faranah dans la savane guinéenne, est un comédien, conteur, auteur et metteur en scène guinéen.

## Biographie

### Enfance et éducation
Petit Tonton naît à Faranah, dans la savane guinéenne. Il est diplômé en Comptabilité et Gestion,.

### Carrière
Il se lance dans le théâtre en 2003 avec la compagnie Les Sardines de Conakry, Laborato’Arts et la Muse.
Il crée Koumakan, une association artistique et culturelle qui devient sa propres troupe.
En France, il assiste dans le domaine du cirque avec le projet Tagad'art.
En 2018, il est invité à des festivals et autres prestations de contes.
Il est metteur en scène du chanteur guinéen Soul Bang's.
Il est le concepteur de la Grande nuit du conté en 2019 et lauréat du sésame d’argent lors des 8e Jeux de la Francophonie en 2017 à Abidjan.
En juillet 2023, Petit Tonton dévoile un clip musical intitulé "Balakè" en collaboration avec Ans-T Crazy.En février 2024, il dévoile un autre clip musical intitulé "Tourou Mamoudou Kendè".

## Humanitaire
À travers les contes, il organise des rencontres dans des orphelinats et lieux de loisir des enfants de Conakry.

## Prestations
En 2018, il fait des prestations comiques au Labo ELAN (festival Les Récréatales). En novembre 2018, il participe au festival Import Export to Africa à Nuremberg. Il est invité au Grande Parole de Dakar, à la Grande Nuit du Conte Ragandé du Burkina Faso et avec l'OIF, au Contes d’un Soir à Abidjan.

## Spectacles
- 2003 : Wouroukoutou
- 2005 : Big Shoot
- 2008 : Le livre brulé
- 2009 : Brasserie
- 2010 : Les châteaux de la ruelle
- 2011 : Roméo et Juliette
- 2013 : Tu m'aimeras
- 2018 : Le duel au fout[10]

## Reconnaissances
- 2017: Prix sésame d’argent lors des 8e Jeux de la Francophonie (catégorie contes et conteurs)[11]
- 2018 : Lauréat des J Awards (Catégorie culture)[4]